# 사랑은 비가 갠 뒤처럼 (영화)
《사랑은 비가 갠 뒤처럼》(일본어: 恋は雨上がりのように, 영어: After the Rain)은 2018년 5월에 개봉한 일본의 로맨스, 드라마 영화이다. 나가이 아키라가 감독을, 사카구치 리코가 각본을 맡았다. 원작은 동명의 만화이며 원작자는 마유즈키 준이다. 일본에서는 2018년 5월 25일에, 대한민국에서는 2019년 2월 7일에 개봉되었다.

## 줄거리
육상부 에이스였지만 예상치 못한 부상으로 달리는 꿈을 잃은 ‘아키라’는 재활 훈련 대신 패밀리 레스토랑 아르바이트를 시작하고, 매일매일을 따분하고 또 성실하게 사는 점장 ‘콘도’의 상냥함에 반한다. 반짝반짝 빛나는 시절의 아키라를 보며 콘도도 어느새 잊고 지냈던 자신의 꿈을 마주 보게 되는데... 멈춰버린 꿈, 지나가버린 꿈, 이 비가 그치면 괜찮아질까요?

## 출연진
- 고마츠 나나 - 타치바나 아키라 역
- 오오이즈미 요 - 콘도 마사미 역
- 세이노 나나 - 캰 하루카 역
- 이소무라 하야토 - 카세 료스케 역
- 하야마 쇼노 - 요시자와 타카시 역
- 마츠모토 호노카 - 니시다 유이 역
- 야마모토 마이카 - 쿠라타 미즈키 역
- 요시다 요 - 아키라 엄마 역
- 하마다 마리 - 쿠보 카요코 역
- 시노하라 아츠시 - 오오츠카 역
- 토츠기 시게유키 - 쿠보 치히로 역